# Bretonska klubben
Bretonska klubben var en fransk revolutionsklubb under den tid 1789 då nationalförsamlingen hade sitt säte i Versailles.
Namnet kom av att den bildats av ett antal deputerade från Bretagne, men bevistades även av deputerade från andra landskap och spelade en stor roll som mötesplatsen för nationalförsamlingens radikala element under ståndsstridens dagar. Bretonska klubben upplösts vid församlingens överflyttning till Paris. Jakobinerklubben som stiftades av medlemmar i Bretonska klubben kan i viss mån ses som en efterföljare till denna.